# Nyctimene cyclotis
Nyctimene cyclotis је врста сисара из реда слепих мишева и породице велики љиљци.

## Распрострањење
Индонезија је једино познато природно станиште врсте.

## Станиште
Врста Nyctimene cyclotis има станиште на копну.

## Угроженост
Подаци о распрострањености ове врсте су недовољни.

### Популациони тренд
Популациони тренд је за ову врсту непознат.